# Huancavelica (distrito)
Huancavelica é um distrito do Peru, departamento de Huancavelica, localizada na província de Huancavelica.
Prefeito: Rómulo Cayllahua Paytán (2019-2022).

## Transporte
O distrito de Huancavelica é servido pela seguinte rodovia:
- HV-111, que liga a cidade de Acobambilla ao distrito
- HV-128, que liga a cidade de Huando ao distrito
- HV-113, que liga a cidade de Yauli ao distrito
- HV-132, que liga a cidade ao distrito de Chupamarca
- PE-26B, que liga o distrito à cidade de Pacaycasa (Região de Ayacucho)
- PE-26, que liga o distrito de Chincha Alta (Região de Ica) à cidade de Izcuchaca (Região de Huancavelica)
- PE-28D, que liga o distrito de Huancano (Região de Ica) à cidade [1][2][3]